# لی (خواننده)
جانگ ییشینگ (چینی: 张艺兴؛ انگلیسی: Zhang Yixing؛ زادهٔ ۷ اکتبر ۱۹۹۱)، که با نام هنری لِی (به هانگول: 레이؛ به انگلیسی: Lay) شناخته می‌شود، یک خواننده، ترانه‌سرا، نویسنده، رقصنده، تهیه‌کننده، آهنگساز و بازیگر اهل چین است.
او رقصندهٔ گروه چینی-کره‌ای اکسو و زیرگروه اکسو-ام می‌باشد. او اولین بار پس از شرکت در نمایش استعدادهای درخشان تلویزیون چینی، به عنوان ستاره آکادمی در سال ۲۰۰۵ شناخته شد.

## اوایل زندگی
او با نام جانگ جیاشوآی متولد شد و بعداً نام حقوقی خود را به جانگ ییشینگ تغییر داد. اولین نقش بازیگری او در شش سالگی بود و در نقش هوان هوان در درام تلویزیونی چینی ما مردم در سال ۱۹۹۸ بازی کرد. در سال ۲۰۰۰، در نه سالگی، جانگ به عنوان یکی از طرفداران باشگاه خواننده و بازیگر تایوانی جیمی لین در یک برنامه تلویزیونی چینی شرکت کرد و اولین ارتباط او با صنعت سرگرمی رقم خورد.
در سال ۲۰۰۸، جانگ در آزمون جهانی شرکت اس‌ام انترتینمنت در شعبه چانگشا شرکت کرد. در زمان آزمون، او ۱۶ ساله بود و در دبیرستان متصل به دانشگاه عادی هونان تحصیل می‌کرد، و در آنجا به عنوان یک دانش آموز ممتاز به خاطر موفقیت‌های خود شناخته شده بود.
پس از قبولی در آزمون، برای آموزش دیدن به عنوان آیدل به کره جنوبی نقل مکان کرد.

## حرفه

### ۲۰۱۴–۲۰۱۲: شروع به کار با اکسو
جانگ به عنوان یک آیدل کی-پاپ با نام هنری «لِی» آغاز به کار کرد، که به گفته او اس ام این نام را به او داده‌است زیرا شخصیتی به نام Huaze Lei در درام تایوانی باغ شهاب سنگ وجود دارد که «استعداد زیادی در موسیقی دوست دارد». او ابتدا به عنوان یکی از چهار عضو چینی اکسو در تیزر ویدئویی به نام «ققنوس» در ژانویه ۲۰۱۲ معرفی شد. پس از انتشار تک آهنگ‌های «عشق چیست» و «تاریخ» در سال ۲۰۱۲، او و یازده نفر دیگر اکسو خود را برای اولین بار در ورزشگاه المپیک سئول در ۳۱ مارس ۲۰۱۲ به نمایش گذاشتند.

### ۲۰۱۵–۲۰۱۴: فعالیتهای انفرادی و آغاز دوباره بازیگری
در اوت ۲۰۱۴، جانگ برای اولین بار به شوی تلویزیونی به نام Star Chef پیوست. در آوریل ۲۰۱۵، اس‌ام انترتینمنت اعلام کرد که یک استودیوی شخصی برای فعالیت‌های او در چین تأسیس کرده‌است.
در ۷ اکتبر نسخه استانداری از کتابش به نام Standing Firm at 24 منتشر شد. این کتاب رویدادهای مهمی را در طول زندگی او ثبت کرده‌است و با فروش ۶۸٬۵۳۷ نسخه در ۲۴ دقیقه اول، پیش فروش چندین رکورد فروش آنلاین را شکست. او با فروش کمتر از سه ماه ۱٫۴ میلیون حق امتیاز، رتبه چهارم را در دهمین فهرست نویسندگان مشهور چینی به دست آورد و به جوانترین نویسنده مشهوری تبدیل شد که وارد جدول شد.
در نوامبر ۲۰۱۵، با بازی در فیلم Ex-Files 2: The Backup Strikes Back به عنوان نقش مکمل فعالیت‌های بازیگری خود را از سر گرفت.

### ۲۰۱۶: افزایش محبوبیت و آغاز به کار به عنوان تک خواننده
با بازی در چند سریال شهرت بیشتری پیدا کرد.
در اکتبر ۲۰۱۶، جانگ به عنوان تک خواننده با انتشار آهنگ "?What U Need" به عنوان یک هدیه غافلگیر کننده برای طرفدارانش در روز تولدش آغاز به کار کرد.
در ۲۸ اکتبر اولین آلبوم چندآهنگه خود را به نام Lose Control منتشر کرد و توانست به مدت ۶ هفته متوالی در رتبه اول جدول وی بیلبورد چین قرار گیرد.

### ۲۰۱۷: جریان اصلی محبوبیت
او در فیلم کونگ فو یوگا به همراه جکی چان در نقش دستیار باستان‌شناس بازی کرد و طی صحنه‌های اکشن دچار جراحات جزئی شد، این فیلم پرفروش‌ترین فیلم کمدی چین در آن زمان شد.
در ۱۷ فوریه، جانگ آخرین حضور عمومی خود را با اکسو در تور جهانی کنسرتهای هنگ کنگ به نام Exo Planet 3 - The Exo'rdium انجام داد.

### ۲۰۱۸: آغاز به کار در آمریکا
جانگ اولین حضور خود را در ایالات متحده در جشنواره موسیقی لالوپالوزا که در آن با آلن واکر همکاری داشت، انجام داد. این دو بعداً در نسخه بازسازی شده از آهنگ قبلی جانگ به نام "Sheep" با عنوان "Sheep Relift" در ۳۰ اوت همکاری کردند.
دومین آلبومش به نام Namanana در اکتبر منتشر شد، او در این آلبوم با بزی همکاری کرده‌است.
این آلبوم رتبه ۲۰ را در بیلبورد ۲۰۰ بدست آورد و لِی را به بالاترین رتبه هنرمند ماندوپاپ در نمودار تبدیل کرد.
این آلبوم همچنین رتبه ۱ را در جدول‌های رتبه‌بندی آلبوم‌های جهان و آلبوم‌های مستقل کسب کرد.

### ۲۰۱۹-اکنون: موفقیت مداوم، گروه سرگرمی Chromosome و آلبومStep
در ۲۰ ژانویه در رویدادی از سامسونگ که در مرسدس بنز آرنا در شانگهای چین برگزار شد به عنوان سفیر سامسونگ گلکسی A8s شرکت کرد و به ترتیب در کنار ASAP Ferg و استیو آئوکی روی صحنه اجرا کردند.
به همراه ان سی تی و خواننده آمریکایی جیسون درولو آهنگ let's shut up and dance را برای یادبود از مایکل جکسون منتشر کردند.
در ۷ اکتبر ۲۰۲۰، لِی رسماً گروه سرگرمی Chromosome را تأسیس کرد و چندین فرد مشهور از جمله لی سو-مان مدیرعامل سابق اس‌ام انترتینمنت به او تبریک گفتند.
لِی در ژوئن ۲۰۲۱، بعد از سه سال با اکسو در آلبوم Don't Fight the Feeling همکاری کرد.
در ۱۴ ژوئن ۲۰۲۴، لی دومین آلبوم استودیویی انگلیسی خود را به نام قدم منتشر کرد. در ۲۴ ژوئن، لی اعلام کرد که روز بعد یک نسخه دیلاکس با سه ترانۀ اضافی منتشر می‌شود، که بعداً مشخص شد "Daisy"،[۸]"Before You Let Go" و "A Legend" هستند.

## ترانه‌شناسی

### آلبوم‌ها
| سال  | نام فارسی | نام انگلیسی  | تعداد اهنگ‌ها                |
| ---- | --------- | ------------ | --------------------------- |
| ۲۰۱۶ | لوز کنترل | lose control | ۶ ترک                       |
| ۲۰۱۷ | شیپ       | Lay 02 Sheep | ۱۰ ترک                      |
| ۲۰۱۸ | نامانانا  | namanana     | ۲۲ ترک                      |
| ۲۰۱۹ | هانی      | Honey        | ۴ ترک                       |
| ۲۰۲۰ | لیت       | Lit          | ۱۳ ترک                      |
| ۲۰۲۱ | سازنده    | Producer     |                             |
| ۲۰۲۴ | قدم       | Step         | ۱۰ ترک (نسخۀ دیلاکس ۱۳ ترک) |